# Champions olympiques français
Cet article présente la liste des sportifs et sportives français (par sport et par chronologie) médaillés d'or lors des Jeux olympiques d'été et d'hiver, à titre individuel ou par équipes, de 1896 à 2024.

## Statistiques

### Résultats globaux
La France a rapporté des médailles d'or de toutes les éditions des Jeux d'été, sauf celles de 1904 à Saint-Louis et de 1960 à Rome.

### Records
La France compte vingt athlètes ayant remporté au moins trois médailles d'or, dont un sextuple champion olympique (Martin Fourcade), un quintuple champion olympique (Teddy Riner), trois quadruples champions et quinze triples champions.
| Titres | Nom                 | Sport            | Jeux                   |
| ------ | ------------------- | ---------------- | ---------------------- |
| 6      | Martin Fourcade     | Biathlon         | 2010, 2014, 2018       |
| 5      | Teddy Riner         | Judo             | 2012, 2016, 2020, 2024 |
| 4      | Lucien Gaudin       | Escrime          | 1924, 1928             |
| 4      | Christian d'Oriola  | Escrime          | 1948, 1952, 1956       |
| 4      | Léon Marchand       | Natation         | 2024                   |
| 3      | Marie-José Pérec    | Athlétisme       | 1992, 1996             |
| 3      | Tony Estanguet      | Canoë-kayak      | 2000, 2004, 2012       |
| 3      | Félicia Ballanger   | Cyclisme (piste) | 1996, 2000             |
| 3      | Paul Masson         | Cyclisme (piste) | 1896                   |
| 3      | Daniel Morelon      | Cyclisme (piste) | 1968, 1972             |
| 3      | Florian Rousseau    | Cyclisme (piste) | 1996, 2000             |
| 3      | Robert Charpentier  | Cyclisme (route) | 1936                   |
| 3      | Jéhan de Buhan      | Escrime          | 1948, 1952             |
| 3      | Philippe Cattiau    | Escrime          | 1924, 1932             |
| 3      | Roger Ducret        | Escrime          | 1924                   |
| 3      | Luc Abalo           | Handball         | 2008, 2012, 2020       |
| 3      | Michaël Guigou      | Handball         | 2008, 2012, 2020       |
| 3      | Nikola Karabatic    | Handball         | 2008, 2012, 2020       |
| 3      | Clarisse Agbegnenou | Judo             | 2020, 2024             |
| 3      | Jean-Claude Killy   | Ski alpin        | 1968                   |

## Jeux olympiques d'été

### Athlétisme
| Nom                  | Discipline(s)                    | Année(s)          |
| -------------------- | -------------------------------- | ----------------- |
| Michel Théato        | Marathon                         | 1900              |
| Joseph Guillemot     | 5000 mètres                      | 1920              |
| Boughéra El Ouafi    | Marathon                         | 1928              |
| Micheline Ostermeyer | Lancer du poids Lancer du disque | 1948 · 1948       |
| Alain Mimoun         | Marathon                         | 1956              |
| Colette Besson       | 400 mètres                       | 1968              |
| Guy Drut             | 110 mètres haies                 | 1976              |
| Pierre Quinon        | Saut à la perche                 | 1984              |
| Marie-José Pérec     | 200 mètres 400 mètres            | 1996 · 1992, 1996 |
| Jean Galfione        | Saut à la perche                 | 1996              |
| Renaud Lavillenie    | Saut à la perche                 | 2012              |

### Aviron
| Nom                     | Discipline(s)                   | Année(s) |
| ----------------------- | ------------------------------- | -------- |
| Émile Delchambre        | Quatre avec barreur             | 1900     |
| Henri Bouckaert         | Quatre avec barreur             | 1900     |
| Henri Hazebrouck        | Quatre avec barreur             | 1900     |
| Jean Cau                | Quatre avec barreur             | 1900     |
| Charlot                 | Quatre avec barreur             | 1900     |
| Hermann Barrelet        | Skiff                           | 1900     |
| Bernard Malivoire       | Deux avec barreur               | 1952     |
| Gaston Mercier          | Deux avec barreur               | 1952     |
| Raymond Salles          | Deux avec barreur               | 1952     |
| Jean-Christophe Rolland | Deux sans barreur               | 2000     |
| Michel Andrieux         | Deux sans barreur               | 2000     |
| Jean-Christophe Bette   | Quatre sans barreur poids léger | 2000     |
| Laurent Porchier        | Quatre sans barreur poids léger | 2000     |
| Xavier Dorfman          | Quatre sans barreur poids léger | 2000     |
| Yves Hocdé              | Quatre sans barreur poids léger | 2000     |
| Adrien Hardy            | Deux de couple                  | 2004     |
| Sébastien Vieilledent   | Deux de couple                  | 2004     |
| Jérémie Azou            | Deux de couple                  | 2016     |
| Pierre Houin            | Deux de couple                  | 2016     |
| Matthieu Androdias      | Deux de couple                  | 2020     |
| Hugo Boucheron          | Deux de couple                  | 2020     |

### Boxe
| Nom             | Discipline(s) | Année(s) |
| --------------- | ------------- | -------- |
| Paul Fritsch    | 57 kg         | 1920     |
| Jean Despeaux   | 72,5 kg       | 1936     |
| Roger Michelot  | 79,5 kg       | 1936     |
| Brahim Asloum   | 48 kg         | 2000     |
| Estelle Mossely | 60 kg         | 2016     |
| Tony Yoka       | + 91 kg       | 2016     |

### Canoë-kayak
| Nom                  | Discipline(s)               | Année(s)         |
| -------------------- | --------------------------- | ---------------- |
| Georges Turlier      | Course en ligne C2 10 000 m | 1952             |
| Jean Laudet          | Course en ligne C2 10 000 m | 1952             |
| Frank Adisson        | Slalom biplace (C2)         | 1996             |
| Wilfrid Forgues      | Slalom biplace (C2)         | 1996             |
| Tony Estanguet       | Slalom C1                   | 2000, 2004, 2012 |
| Benoît Peschier      | Slalom K1                   | 2004             |
| Émilie Fer           | Slalom K1                   | 2012             |
| Denis Gargaud Chanut | Slalom C1                   | 2016             |
| Nicolas Gestin       | Slalom C1                   | 2024             |

### Cyclisme

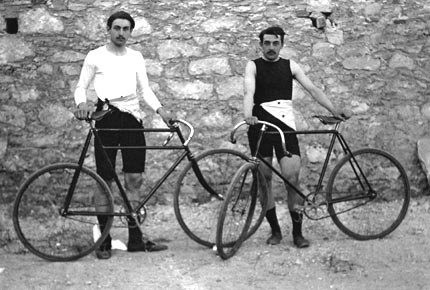
Les cyclistes Paul Masson et Léon Flameng en 1896

BMX
| Nom                    | Discipline(s) | Année(s) |
| ---------------------- | ------------- | -------- |
| Anne-Caroline Chausson | BMX           | 2008     |
| Joris Daudet           | BMX           | 2024     |

 Piste
| Nom                | Discipline(s)                                    | Année(s)  |
| ------------------ | ------------------------------------------------ | --------- |
| Léon Flameng       | 100 km                                           | 1896      |
| Paul Masson        | Tour de piste contre la montre / Vitesse / 10 km | 1896      |
| Albert Taillandier | Vitesse                                          | 1900      |
| Louis Bastien      | 50 km                                            | 1900      |
| André Auffray      | Tandem                                           | 1908      |
| Maurice Schillès   | Tandem                                           | 1908      |
| Lucien Michard     | Vitesse                                          | 1924      |
| Jean Cugnot        | Tandem                                           | 1924      |
| Lucien Choury      | Tandem                                           | 1924      |
| Roger Beaufrand    | Vitesse                                          | 1928      |
| Louis Chaillot     | Tandem                                           | 1932      |
| Maurice Perrin     | Tandem                                           | 1932      |
| Jean Goujon        | Poursuite par équipes                            | 1936      |
| Roger Le Nizerhy   | Poursuite par équipes                            | 1936      |
| Jacques Dupont     | Kilomètre                                        | 1948      |
| Charles Coste      | Poursuite par équipes                            | 1948      |
| Fernand Decanali   | Poursuite par équipes                            | 1948      |
| Pierre Adam        | Poursuite par équipes                            | 1948      |
| Serge Blusson      | Poursuite par équipes                            | 1948      |
| Michel Rousseau    | Vitesse                                          | 1956      |
| Pierre Trentin     | Kilomètre / Tandem                               | 1968      |
| Daniel Morelon     | Vitesse / Tandem                                 | 1968 1972 |
| Daniel Rebillard   | Poursuite                                        | 1968      |
| Christophe Capelle | Poursuite par équipes                            | 1996      |
| Francis Moreau     | Poursuite par équipes                            | 1996      |
| Jean-Michel Monin  | Poursuite par équipes                            | 1996      |
| Philippe Ermenault | Poursuite par équipes                            | 1996      |
| Félicia Ballanger  | Vitesse / 500 mètres                             | 1996 2000 |
| Florian Rousseau   | Kilomètre / Keirin / Vitesse par équipes         | 1996 2000 |
| Nathalie Even      | Course aux points                                | 1996      |
| Arnaud Tournant    | Vitesse par équipes                              | 2000      |
| Laurent Gané       | Vitesse par équipes                              | 2000      |
| Benjamin Thomas    | Omnium                                           | 2024      |

 Route
| Nom                | Discipline(s)                                               | Année(s) |
| ------------------ | ----------------------------------------------------------- | -------- |
| Achille Souchard   | Route par équipes                                           | 1920     |
| Fernand Canteloube | Route par équipes                                           | 1920     |
| Georges Detreille  | Route par équipes                                           | 1920     |
| Marcel Gobillot    | Route par équipes                                           | 1920     |
| Armand Blanchonnet | Course en ligne, Route par équipes                          | 1924     |
| Georges Wambst     | Route par équipes                                           | 1924     |
| René Hamel         | Route par équipes                                           | 1924     |
| Robert Charpentier | Course en ligne / Route par équipes / Poursuite par équipes | 1936     |
| Guy Lapébie        | Route par équipes / Poursuite par équipes                   | 1936     |
| Robert Dorgebray   | Route par équipes                                           | 1936     |
| José Beyaert       | Course en ligne                                             | 1948     |
| Arnaud Geyre       | Route par équipes                                           | 1956     |
| Maurice Moucheraud | Route par équipes                                           | 1956     |
| Michel Vermeulin   | Route par équipes                                           | 1956     |
| Jeannie Longo      | Course en ligne                                             | 1996     |

 VTT
| Nom                    | Discipline(s)     | Année(s)   |
| ---------------------- | ----------------- | ---------- |
| Miguel Martinez        | VTT Cross-country | 2000       |
| Julien Absalon         | VTT Cross-country | 2004, 2008 |
| Julie Bresset          | VTT Cross-country | 2012       |
| Pauline Ferrand-Prévot | VTT Cross-country | 2024       |

### Équitation
| Nom                       | Discipline(s)                  | Année(s)  |
| ------------------------- | ------------------------------ | --------- |
| Dominique Gardères        | Saut en hauteur                | 1900      |
| Jacques Cariou            | Saut d'obstacles               | 1912      |
| Xavier Lesage             | Dressage, Dressage par équipes | 1932      |
| André Jousseaume          | Dressage par équipes           | 1932 1948 |
| Charles Marion            | Dressage par équipes           | 1932      |
| Bernard Chevallier        | Concours complet               | 1948      |
| Maurice Buret             | Dressage par équipes           | 1948      |
| Jean Saint-Fort Paillard  | Dressage par équipes           | 1948      |
| Pierre Jonquères d'Oriola | Saut d'obstacles               | 1952 1964 |
| Jean-Jacques Guyon        | Concours complet               | 1968      |
| Hubert Parot              | Saut d'obstacles par équipes   | 1976      |
| Marc Roguet               | Saut d'obstacles par équipes   | 1976      |
| Marcel Rozier             | Saut d'obstacles par équipes   | 1976      |
| Michel Roche              | Saut d'obstacles par équipes   | 1976      |
| Pierre Durand             | Saut d'obstacles               | 1988      |
| Arnaud Boiteau            | Concours complet par équipes   | 2004      |
| Cédric Lyard              | Concours complet par équipes   | 2004      |
| Didier Courrèges          | Concours complet par équipes   | 2004      |
| Jean Teulère              | Concours complet par équipes   | 2004      |
| Nicolas Touzaint          | Concours complet par équipes   | 2004      |
| Karim Laghouag            | Concours complet par équipes   | 2016      |
| Thibaut Vallette          | Concours complet par équipes   | 2016      |
| Mathieu Lemoine           | Concours complet par équipes   | 2016      |
| Astier Nicolas            | Concours complet par équipes   | 2016      |
| Roger-Yves Bost           | Saut d'obstacles par équipes   | 2016      |
| Philippe Rozier           | Saut d'obstacles par équipes   | 2016      |
| Kevin Staut               | Saut d'obstacles par équipes   | 2016      |
| Pénélope Leprévost        | Saut d'obstacles par équipes   | 2016      |

### Escrime
| Nom                     | Discipline(s)                                     | Année(s)                  |
| ----------------------- | ------------------------------------------------- | ------------------------- |
| Eugène-Henri Gravelotte | Fleuret                                           | 1896                      |
| Albert Ayat             | Épée maître d'armes Épée amateurs                 | 1900 · 1900               |
| Émile Coste             | Fleuret                                           | 1900                      |
| Lucien Mérignac         | Fleuret                                           | 1900                      |
| Georges de La Falaise   | Sabre                                             | 1900                      |
| Gaston Alibert          | Épée Épée par équipes                             | 1908 · 1908               |
| Herman Georges Berger   | Épée par équipes                                  | 1908                      |
| Charles Collignon       | Épée par équipes                                  | 1908                      |
| Bernard Gravier         | Épée par équipes                                  | 1908                      |
| Alexandre Lippmann      | Épée par équipes                                  | 1908, 1924                |
| Eugène Olivier          | Épée par équipes                                  | 1908                      |
| Jean Stern              | Épée par équipes                                  | 1908                      |
| Armand Massard          | Épée                                              | 1920                      |
| Roger Ducret            | Fleuret Épée par équipes Fleuret par équipes      | 1924 · 1924 · 1924        |
| Georges Buchard         | Épée par équipes                                  | 1924, 1932                |
| Lucien Gaudin           | Épée par équipes Fleuret par équipes Épée Fleuret | 1924 · 1924 · 1928 · 1928 |
| André Labatut           | Épée par équipes Fleuret par équipes              | 1924 · 1924               |
| Lionel Liottel          | Épée par équipes                                  | 1924                      |
| Georges Tainturier      | Épée par équipes                                  | 1924, 1932                |
| Philippe Cattiau        | Fleuret par équipes Épée par équipes              | 1924, 1932 · 1932         |
| Jacques Coutrot         | Fleuret par équipes                               | 1924                      |
| Henri Jobier            | Fleuret par équipes                               | 1924                      |
| Guy de Luget            | Fleuret par équipes                               | 1924                      |
| Joseph Perotaux         | Fleuret par équipes                               | 1924                      |
| Fernand Jourdant        | Épée par équipes                                  | 1932                      |
| Jean Piot               | Épée par équipes Fleuret par équipes              | 1932 · 1932               |
| Bernard Schmetz         | Épée par équipes                                  | 1932                      |
| René Bondoux            | Fleuret par équipes                               | 1932                      |
| René Bougnol            | Fleuret par équipes                               | 1932, 1948                |
| Edward Gardère          | Fleuret par équipes                               | 1932                      |
| René Lemoine            | Fleuret par équipes                               | 1932                      |
| Jéhan de Buhan          | Fleuret Fleuret par équipes                       | 1948 · 1948, 1952         |
| Édouard Artigas         | Épée par équipes                                  | 1948                      |
| Marcel Desprets         | Épée par équipes                                  | 1948                      |
| Henri Guérin            | Épée par équipes                                  | 1948                      |
| Maurice Huet            | Épée par équipes                                  | 1948                      |
| Henri Lepage            | Épée par équipes                                  | 1948                      |
| Michel Pécheux          | Épée par équipes                                  | 1948                      |
| André Bonin             | Fleuret par équipes                               | 1948                      |
| Christian d'Oriola      | Fleuret par équipes Fleuret                       | 1948, 1952 · 1952, 1956   |
| Jacques Lataste         | Fleuret par équipes                               | 1948, 1952                |
| Adrien Rommel           | Fleuret par équipes                               | 1948, 1952                |
| Claude Netter           | Fleuret par équipes                               | 1952                      |
| Jacques Noël            | Fleuret par équipes                               | 1952                      |
| Gilles Berolatti        | Fleuret par équipes                               | 1968                      |
| Jacques Dimont          | Fleuret par équipes                               | 1968                      |
| Jean-Claude Magnan      | Fleuret par équipes                               | 1968                      |
| Christian Noël          | Fleuret par équipes                               | 1968                      |
| Daniel Revenu           | Fleuret par équipes                               | 1968                      |
| Pascale Trinquet        | Fleuret Fleuret par équipes                       | 1980 · 1980               |
| Philippe Boisse         | Épée par équipes Épée                             | 1980 · 1984               |
| Hubert Gardas           | Épée par équipes                                  | 1980                      |
| Patrick Picot           | Épée par équipes                                  | 1980                      |
| Philippe Riboud         | Épée par équipes                                  | 1980, 1988                |
| Michel Salesse          | Épée par équipes                                  | 1980                      |
| Philippe Bonnin         | Fleuret par équipes                               | 1980                      |
| Bruno Boscherie         | Fleuret par équipes                               | 1980                      |
| Didier Flament          | Fleuret par équipes                               | 1980                      |
| Pascal Jolyot           | Fleuret par équipes                               | 1980                      |
| Frédéric Pietruszka     | Fleuret par équipes                               | 1980                      |
| Isabelle Boéri          | Fleuret par équipes                               | 1980                      |
| Véronique Brouquier     | Fleuret par équipes                               | 1980                      |
| Brigitte Gaudin         | Fleuret par équipes                               | 1980                      |
| Christine Muzio         | Fleuret par équipes                               | 1980                      |
| Jean-François Lamour    | Sabre                                             | 1984, 1988                |
| Frédéric Delpla         | Épée par équipes                                  | 1988                      |
| Jean-Michel Henry       | Épée par équipes                                  | 1988                      |
| Olivier Lenglet         | Épée par équipes                                  | 1988                      |
| Éric Srecki             | Épée par équipes Épée                             | 1988 · 1992               |
| Philippe Omnès          | Fleuret                                           | 1992                      |
| Laura Flessel           | Épée Épée par équipes                             | 1996 · 1996               |
| Valérie Barlois         | Épée par équipes                                  | 1996                      |
| Sophie Moressée-Pichot  | Épée par équipes                                  | 1996                      |
| Jean-Noël Ferrari       | Fleuret par équipes                               | 2000                      |
| Brice Guyart            | Fleuret par équipes Fleuret                       | 2000 · 2004               |
| Patrice Lhôtellier      | Fleuret par équipes                               | 2000                      |
| Lionel Plumenail        | Fleuret par équipes                               | 2000                      |
| Érik Boisse             | Épée par équipes                                  | 2004                      |
| Fabrice Jeannet         | Épée par équipes                                  | 2004, 2008                |
| Jérôme Jeannet          | Épée par équipes                                  | 2004, 2008                |
| Hugues Obry             | Épée par équipes                                  | 2004                      |
| Damien Touya            | Sabre par équipes                                 | 2004                      |
| Gaël Touya              | Sabre par équipes                                 | 2004                      |
| Julien Pillet           | Sabre par équipes                                 | 2004, 2008                |
| Ulrich Robeiri          | Épée par équipes                                  | 2008                      |
| Nicolas Lopez           | Sabre par équipes                                 | 2008                      |
| Boris Sanson            | Sabre par équipes                                 | 2008                      |
| Yannick Borel           | Épée par équipes                                  | 2016                      |
| Gauthier Grumier        | Épée par équipes                                  | 2016                      |
| Daniel Jérent           | Épée par équipes                                  | 2016                      |
| Jean-Michel Lucenay     | Épée par équipes                                  | 2016                      |
| Romain Cannone          | Épée                                              | 2020                      |
| Enzo Lefort             | Fleuret par équipes                               | 2020                      |
| Erwann Le Péchoux       | Fleuret par équipes                               | 2020                      |
| Julien Mertine          | Fleuret par équipes                               | 2020                      |
| Maxime Pauty            | Fleuret par équipes                               | 2020                      |
| Manon Apithy-Brunet     | Sabre                                             | 2024                      |

### Football
| Nom                       | Discipline(s)     | Année(s) |
| ------------------------- | ----------------- | -------- |
| William Ayache            | Tournoi olympique | 1984     |
| Michel Bensoussan         | Tournoi olympique | 1984     |
| Michel Bibard             | Tournoi olympique | 1984     |
| Dominique Bijotat         | Tournoi olympique | 1984     |
| François Brisson          | Tournoi olympique | 1984     |
| Patrick Cubaynes          | Tournoi olympique | 1984     |
| Patrice Garande           | Tournoi olympique | 1984     |
| Philippe Jeannol          | Tournoi olympique | 1984     |
| Guy Lacombe               | Tournoi olympique | 1984     |
| Jean-Claude Lemoult       | Tournoi olympique | 1984     |
| Jean-Philippe Rohr        | Tournoi olympique | 1984     |
| Albert Rust               | Tournoi olympique | 1984     |
| Didier Sénac              | Tournoi olympique | 1984     |
| Jean-Christophe Thouvenel | Tournoi olympique | 1984     |
| José Touré                | Tournoi olympique | 1984     |
| Daniel Xuereb             | Tournoi olympique | 1984     |
| Jean-Louis Zanon          | Tournoi olympique | 1984     |

### Gymnastique
| Nom              | Discipline(s)       | Année(s) |
| ---------------- | ------------------- | -------- |
| Gustave Sandras  | Concours général    | 1900     |
| Albert Séguin    | Saut de cheval      | 1924     |
| Émilie Le Pennec | Barres asymétriques | 2004     |

### Haltérophilie
| Nom                 | Discipline(s) | Année(s)  |
| ------------------- | ------------- | --------- |
| Henri Gance         | 75 kg         | 1920      |
| Ernest Cadine       | 82,5 kg       | 1920      |
| Edmond Decottignies | 67,5 kg       | 1924      |
| Charles Rigoulot    | 82,5 kg       | 1924      |
| Roger François      | 75 kg         | 1928      |
| Raymond Suvigny     | 60 kg         | 1932      |
| René Duverger       | 67,5 kg       | 1932      |
| Louis Hostin        | 82,5 kg       | 1932 1936 |

### Handball
| Nom | Discipline(s)     | Année(s)         |
| --- | ----------------- | ---------------- |
| Luc Abalo Michaël Guigou Nikola Karabatic | Tournoi olympique | 2008, 2012, 2020 |
| Didier Dinart Jérôme Fernandez Bertrand Gille Guillaume Gille Daouda Karaboué Daniel Narcisse Thierry Omeyer | Tournoi olympique | 2008, 2012       |
| Joël Abati Cédric Burdet Olivier Girault Christophe Kempé Cédric Paty | Tournoi olympique | 2008             |
| William Accambray Xavier Barachet Samuel Honrubia Guillaume Joli Cédric Sorhaindo | Tournoi olympique | 2012             |
| Rémi Desbonnet Hugo Descat Ludovic Fabregas Yann Genty Vincent Gérard Luka Karabatic Romain Lagarde Kentin Mahé Dika Mem Timothey N'Guessan Valentin Porte Nedim Remili Melvyn Richardson Nicolas Tournat                                                                     | Tournoi olympique | 2020             |
| Pauline Coatanea Blandine Dancette Cléopâtre Darleux Béatrice Edwige Laura Flippes Pauletta Foppa Alexandra Lacrabère Coralie Lassource Amandine Leynaud Kalidiatou Niakaté Méline Nocandy Estelle Nze Minko Allison Pineau Océane Sercien-Ugolin Chloé Valentini Grâce Zaadi | Tournoi olympique | 2020             |

### Judo

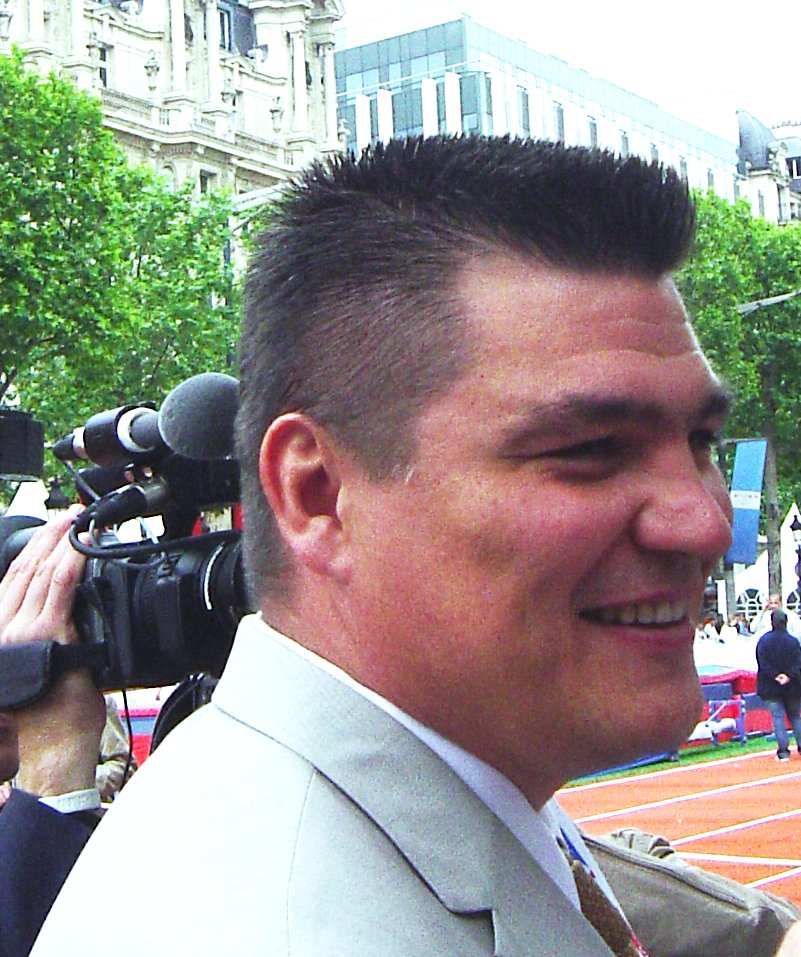
David Douillet

| Nom                       | Discipline(s)                        | Année(s)                      |
| ------------------------- | ------------------------------------ | ----------------------------- |
| Angelo Parisi             | Poids lourds (+95 kg)                | 1980                          |
| Thierry Rey               | Poids super-légers (-60 kg)          | 1980                          |
| Marc Alexandre            | Poids légers (-71 kg)                | 1988                          |
| Cécile Nowak              | Poids super-légers (-48 kg)          | 1992                          |
| Catherine Fleury          | Poids mi-moyens (-61 kg)             | 1992                          |
| David Douillet            | Poids lourds (+100 kg)               | 1996, 2000                    |
| Marie-Claire Restoux      | Poids mi-légers (-52 kg)             | 1996                          |
| Djamel Bouras             | Poids mi-moyens (-81 kg)             | 1996                          |
| Séverine Vandenhende      | Poids mi-moyens (-63 kg)             | 2000                          |
| Lucie Décosse             | Poids moyens (-70 kg)                | 2012                          |
| Teddy Riner               | Poids lourds (+100 kg) Par équipes   | 2012, 2016, 2024 · 2020, 2024 |
| Émilie Andéol             | Poids lourds (+78 kg)                | 2016                          |
| Clarisse Agbegnenou       | Poids mi-moyens (-63 kg) Par équipes | 2020 · 2020, 2024             |
| Amandine Buchard          | Par équipes                          | 2020, 2024                    |
| Romane Dicko              | Par équipes                          | 2020, 2024                    |
| Sarah-Léonie Cysique      | Par équipes                          | 2020, 2024                    |
| Madeleine Malonga         | Par équipes                          | 2020, 2024                    |
| Guillaume Chaine          | Par équipes                          | 2020                          |
| Axel Clerget              | Par équipes                          | 2020                          |
| Alexandre Iddir           | Par équipes                          | 2020                          |
| Kilian Le Blouch          | Par équipes                          | 2020                          |
| Margaux Pinot             | Par équipes                          | 2020                          |
| Shirine Boukli            | Par équipes                          | 2024                          |
| Aurélien Diesse           | Par équipes                          | 2024                          |
| Alpha Oumar Djalo         | Par équipes                          | 2024                          |
| Joan-Benjamin Gaba        | Par équipes                          | 2024                          |
| Marie-Ève Gahié           | Par équipes                          | 2024                          |
| Walide Khyar              | Par équipes                          | 2024                          |
| Luka Mkheidze             | Par équipes                          | 2024                          |
| Maxime-Gaël Ngayap Hambou | Par équipes                          | 2024                          |

### Karaté
| Nom             | Discipline(s)         | Année(s) |
| --------------- | --------------------- | -------- |
| Steven Da Costa | Poids légers (-67 kg) | 2020     |

### Lutte
| Nom            | Discipline(s)                                | Année(s) |
| -------------- | -------------------------------------------- | -------- |
| Henri Deglane  | Lutte gréco-romaine (poids lourds, +82,5 kg) | 1924     |
| Charles Pacôme | Lutte libre (poids légers, 61 - 66 kg)       | 1932     |
| Émile Poilvé   | Lutte libre (poids moyens, 72 - 79 kg)       | 1936     |
| Steeve Guénot  | Lutte gréco-romaine (-66 kg)                 | 2008     |

### Natation
| Nom                                                        | Discipline(s)                                                               | Année(s)                  |
| ---------------------------------------------------------- | --------------------------------------------------------------------------- | ------------------------- |
| Charles Devendeville                                       | Nage sous l'eau                                                             | 1900                      |
| Jean Boiteux                                               | 400 mètres nage libre                                                       | 1952                      |
| Laure Manaudou                                             | 400 mètres nage libre                                                       | 2004                      |
| Alain Bernard                                              | 100 mètres nage libre Relais 4 × 100 mètres nage libre                      | 2008 · 2012               |
| Camille Muffat                                             | 400 mètres nage libre                                                       | 2012                      |
| Yannick Agnel                                              | 200 mètres nage libre Relais 4 × 100 mètres nage libre                      | 2012 · 2012               |
| Fabien Gilot Clément Lefert Amaury Leveaux Jérémy Stravius | Relais 4 × 100 mètres nage libre                                            | 2012                      |
| Florent Manaudou                                           | 50 mètres nage libre                                                        | 2012                      |
| Léon Marchand                                              | 400 mètres 4 nages 200 mètres papillon 200 mètres brasse 200 mètres 4 nages | 2024 · 2024 · 2024 · 2024 |

### Rugby à 7
| Nom                  | Discipline(s)     | Année(s) |
| -------------------- | ----------------- | -------- |
| Jean-Pascal Barraque | Tournoi olympique | 2024     |
| Antoine Dupont       | Tournoi olympique | 2024     |
| Nelson Épée          | Tournoi olympique | 2024     |
| Théo Forner          | Tournoi olympique | 2024     |
| Aaron Grandidier     | Tournoi olympique | 2024     |
| Jefferson-Lee Joseph | Tournoi olympique | 2024     |
| Stephen Parez        | Tournoi olympique | 2024     |
| Varian Pasquet       | Tournoi olympique | 2024     |
| Rayan Rebbadj        | Tournoi olympique | 2024     |
| Paulin Riva          | Tournoi olympique | 2024     |
| Jordan Sepho         | Tournoi olympique | 2024     |
| Andy Timo            | Tournoi olympique | 2024     |
| Antoine Zeghdar      | Tournoi olympique | 2024     |

### Surf
| Nom         | Discipline(s) | Année(s) |
| ----------- | ------------- | -------- |
| Kauli Vaast | Surf          | 2024     |

### Taekwondo
| Nom           | Discipline(s) | Année(s) |
| ------------- | ------------- | -------- |
| Althéa Laurin | +67kg         | 2024     |

### Tennis

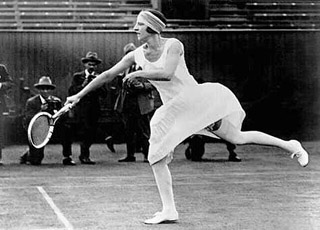
Suzanne Lenglen

| Nom                  | Discipline(s)                                           | Année(s)    |
| -------------------- | ------------------------------------------------------- | ----------- |
| André Gobert         | Simple messieurs (en salle) Double messieurs (en salle) | 1912 · 1912 |
| Maurice Germot       | Double messieurs (en salle)                             | 1912        |
| Marguerite Broquedis | Simple dames                                            | 1912        |
| Max Decugis          | Double mixte                                            | 1920        |
| Suzanne Lenglen      | Simple dames Double mixte                               | 1920 · 1920 |

### Tir
| Nom                      | Discipline(s)                  | Année(s)    |
| ------------------------ | ------------------------------ | ----------- |
| Roger de Barbarin        | Fosse olympique                | 1900        |
| Achille Paroche          | Fusil de guerre, couché, 300 m | 1900        |
| Maurice Larrouy          | Révolver d’ordonnance 20 m     | 1900        |
| Paul Colas               | Arme libre Fusil de guerre     | 1912 · 1912 |
| Pierre Coquelin de Lisle | Carabine couché                | 1924        |
| Philippe Heberlé         | Carabine à air comprimé 10 m   | 1984        |
| Jean-Pierre Amat         | Carabine 3x40                  | 1996        |
| Franck Dumoulin          | Pistolet 10 m                  | 2000        |
| Jean Quiquampoix         | Pistolet à 25 m tir rapide     | 2020        |

### Tir à l'arc
| Nom             | Discipline(s)           | Année(s) |
| --------------- | ----------------------- | -------- |
| Eugène Mougin   | Chapelet 50 m           | 1900     |
| Henri Hérouin   | Cordon doré 50 m        | 1900     |
| Émile Grumiaux  | Tir à la perche         | 1900     |
| Eugène Grisot   | Style continental, 50 m | 1908     |
| Julien Brulé    | Berceau 50 m            | 1920     |
| Sébastien Flute | 70 m                    | 1992     |

### Triathlon
| Nom                 | Discipline(s) | Année(s) |
| ------------------- | ------------- | -------- |
| Cassandre Beaugrand | Triathlon     | 2024     |

### Voile
| Nom                 | Discipline(s)   | Année(s)  |
| ------------------- | --------------- | --------- |
| Pierre Gervais      | 0-0.5 tonneau   | 1900      |
| Émile Sacré         | 0-0.5 tonneau   | 1900      |
| Émile Billard       | 10-20 tonneaux  | 1900      |
| Paul Perquer        | 10-20 tonneaux  | 1900      |
| Amédée Thubé        | 6 m             | 1912      |
| Gaston Thubé        | 6 m             | 1912      |
| Jacques Thubé       | 6 m             | 1912      |
| André Derrien       | 8 m             | 1928      |
| André Lesauvage     | 8 m             | 1928      |
| Carl de la Sablière | 8 m             | 1928      |
| Donatien Bouché     | 8 m             | 1928      |
| Jean Lesieur        | 8 m             | 1928      |
| Virginie Hériot     | 8 m             | 1928      |
| Jacques Lebrun      | Dériveur 12 m   | 1932      |
| Serge Maury         | Finn            | 1972      |
| Thierry Peponnet    | 470             | 1988      |
| Luc Pillot          | 470             | 1988      |
| Nicolas Hénard      | Tornado         | 1988 1992 |
| Jean-Yves Le Déroff | Tornado         | 1988      |
| Franck David        | Planche à voile | 1992      |
| Yves Loday          | Tornado         | 1992      |
| Faustine Merret     | Planche à voile | 2004      |
| Charline Picon      | Planche à voile | 2016      |

### Volley-ball
| Nom                   | Discipline(s)     | Année(s)   |
| --------------------- | ----------------- | ---------- |
| Stephen Boyer         | Tournoi olympique | 2020       |
| Antoine Brizard       | Tournoi olympique | 2020, 2024 |
| Daryl Bultor          | Tournoi olympique | 2020       |
| Barthélémy Chinenyeze | Tournoi olympique | 2020, 2024 |
| Trévor Clévenot       | Tournoi olympique | 2020, 2024 |
| Jenia Grebennikov     | Tournoi olympique | 2020, 2024 |
| Nicolas Le Goff       | Tournoi olympique | 2020, 2024 |
| Yacine Louati         | Tournoi olympique | 2020, 2024 |
| Earvin Ngapeth        | Tournoi olympique | 2020, 2024 |
| Jean Patry            | Tournoi olympique | 2020, 2024 |
| Kévin Tillie          | Tournoi olympique | 2020, 2024 |
| Benjamin Toniutti     | Tournoi olympique | 2020, 2024 |
| Théo Faure            | Tournoi olympique | 2024       |
| Quentin Jouffroy      | Tournoi olympique | 2024       |
| Timothée Carle        | Tournoi olympique | 2024       |

### Water-polo
| Nom              | Discipline(s)     | Année(s) |
| ---------------- | ----------------- | -------- |
| Albert Deborgies | Tournoi olympique | 1924     |
| Albert Mayaud    | Tournoi olympique | 1924     |
| Georges Rigal    | Tournoi olympique | 1924     |
| Henri Padou      | Tournoi olympique | 1924     |
| Noël Delberghe   | Tournoi olympique | 1924     |
| Paul Dujardin    | Tournoi olympique | 1924     |
| Robert Desmettre | Tournoi olympique | 1924     |

## Jeux olympiques d'hiver

### Biathlon
| Nom                                              | Discipline(s)                                                                                      | Année(s)                              |
| ------------------------------------------------ | -------------------------------------------------------------------------------------------------- | ------------------------------------- |
| Anne Briand Véronique Claudel Corinne Niogret    | Relais (3 x 7,5 km)                                                                                | 1992                                  |
| Florence Baverel-Robert                          | Sprint (7,5 km)                                                                                    | 2006                                  |
| Vincent Defrasne                                 | Poursuite (12,5 km)                                                                                | 2006                                  |
| Vincent Jay                                      | Sprint (10 km)                                                                                     | 2010                                  |
| Martin Fourcade                                  | Départ groupé (15 km) Poursuite (12,5 km) Individuel (20 km) Relais mixte (2 x 6 km et 2 x 7,5 km) | 2010, 2018 · 2014, 2018 · 2014 · 2018 |
| Anaïs Bescond Simon Desthieux Marie Dorin-Habert | Relais mixte (2 x 6 km et 2 x 7,5 km)                                                              | 2018                                  |
| Quentin Fillon Maillet                           | Individuel (20 km) Poursuite (12,5 km)                                                             | 2022 · 2022                           |
| Justine Braisaz-Bouchet                          | Départ groupé (12,5 km)                                                                            | 2022                                  |

### Combiné nordique
| Nom                 | Discipline(s)  | Année(s) |
| ------------------- | -------------- | -------- |
| Fabrice Guy         | Combiné        | 1992     |
| Jason Lamy-Chappuis | Petit tremplin | 2010     |

### Patinage artistique
| Nom                                   | Discipline(s)   | Année(s)   |
| ------------------------------------- | --------------- | ---------- |
| Pierre Brunet Andrée Joly             | Couple          | 1928, 1932 |
| Paul Duchesnay Isabelle Duchesnay     | Couple          | 1992       |
| Marina Anissina Gwendal Peizerat      | Danse sur glace | 2002       |
| Guillaume Cizeron Gabriella Papadakis | Danse sur glace | 2022       |

### Ski acrobatique
| Nom                   | Discipline(s) | Année(s) |
| --------------------- | ------------- | -------- |
| Edgar Grospiron       | Bosses        | 1992     |
| Jean-Frédéric Chapuis | Ski cross     | 2014     |
| Perrine Laffont       | Bosses        | 2018     |

### Ski alpin
| Nom                 | Discipline(s)                | Année(s)           |
| ------------------- | ---------------------------- | ------------------ |
| Henri Oreiller      | Descente Combiné alpin       | 1948 · 1948        |
| Jean Vuarnet        | Descente                     | 1960               |
| Christine Goitschel | Slalom                       | 1964               |
| Marielle Goitschel  | Slalom géant Slalom          | 1964 · 1968        |
| François Bonlieu    | Slalom géant                 | 1964               |
| Jean-Claude Killy   | Slalom Slalom géant Descente | 1968 · 1968 · 1968 |
| Franck Piccard      | Super-G                      | 1988               |
| Jean-Luc Crétier    | Descente                     | 1998               |
| Carole Montillet    | Descente                     | 2002               |
| Jean-Pierre Vidal   | Slalom                       | 2002               |
| Antoine Dénériaz    | Descente                     | 2006               |
| Clément Noël        | Slalom                       | 2022               |

### Snowboard
| Nom             | Discipline(s)   | Année(s)   |
| --------------- | --------------- | ---------- |
| Karine Ruby     | Slalom géant    | 1998       |
| Isabelle Blanc  | Géant parallèle | 2002       |
| Pierre Vaultier | Snowboard       | 2014, 2018 |

## Anciens sports olympiques

### Croquet
| Nom                | Discipline(s)   | Année(s) |
| ------------------ | --------------- | -------- |
| Gaston Aumoitte    | Simple / Double | 1900     |
| Chrétien Waydelich | Simple 2 boules | 1900     |
| Georges Johin      | Double          | 1900     |

### Rugby à XV
| Nom | Discipline(s)                  | Année(s) |
| --- | ------------------------------ | -------- |
| Alexandre Pharamond Frantz Reichel Jean Collas Constantin Henriquez Auguste Giroux André Rischmann Léon Binoche Abel Albert Charles Gondouin Hubert Lefèbvre Émile Sarrade Vladimir Aïtoff Joseph Olivier Jean-Guy Gautier Victor Lardanchet Jean Hervé Albert Roosevelt | Tournoi olympique - Rugby à XV | 1900     |

### Motonautisme
| Nom           | Discipline(s)                | Année(s) |
| ------------- | ---------------------------- | -------- |
| Émile Thubron | Toutes catégories, 40 milles | 1908     |